# U-562
Unterseeboot 562 foi um submarino alemão do Tipo VIIC, pertencente a Kriegsmarine que atuou durante a Segunda Guerra Mundial.

## Comandantes
| Comandante            | Data                                            |
| --------------------- | ----------------------------------------------- |
| Oblt. Herwig Collmann | 20 de março de 1941 - 3 de setembro de 1941     |
| Kptlt. Horst Hamm     | 4 de setembro de 1941 - 19 de fevereiro de 1943 |

## Subordinação
Durante o seu tempo de serviço, esteve subordinado às seguintes flotilhas:
| Período                                        | Flotilha                                   |
| ---------------------------------------------- | ------------------------------------------ |
| 20 de março de 1941 - 1 de junho de 1941       | 1. Unterseebootsflottille (treinamento)    |
| 1 de junho de 1941 - 31 de dezembro de 1941    | 1. Unterseebootsflottille (serviço ativo)  |
| 1 de janeiro de 1942 - 19 de fevereiro de 1943 | 29. Unterseebootsflottille (serviço ativo) |

## Operações conjuntas de ataque
O U-562 participou das seguinte operações de ataque combinado durante a sua carreira:
- Rudeltaktik Bosemüller (28 de agosto de 1941 - 2 de setembro de 1941)
- Rudeltaktik Brandenburg (15 de setembro de 1941 - 2 de outubro de 1941)